# Stenochrus moisii
Stenochrus moisii är en spindeldjursart som först beskrevs av Verner Hawsbrook Rowland 1973.  Stenochrus moisii ingår i släktet Stenochrus och familjen Hubbardiidae. Inga underarter finns listade i Catalogue of Life.